# Albinów (Łódź)
Pour les articles homonymes, voir Albinów.
Albinów est une localité polonaise de la gmina de Głowno, située dans le powiat de Zgierz en voïvodie de Łódź.